# Somanathapura
Somanathapura oder Somnathpur (Kannada: ಸೋಮನಾಥಪುರ) ist ein knapp 5000 Einwohner zählendes Dorf im Süden des indischen Bundesstaats Karnataka. Der Ort ist bekannt durch einen der besterhaltenen Hoysala-Tempel, der im Jahr 2023 – zusammen mit anderen Hoysala-Tempeln – in das Weltkulturerbe der UNESCO aufgenommen.

## Lage und Klima
Somanathapura liegt in einer Höhe von ca. 650 m an einem ehemaligen Flussbett des Kaveri im Süden des Bundesstaats Karnataka. Die Distriktshauptstadt Mysuru (ehemals Mysore) ist ca. 35 km (Fahrtstrecke) in westlicher Richtung entfernt; die Tempelstadt Tirumakudal-Narsipur befindet sich nur etwa 11 km südlich. Das Klima ist subtropisch; Regen (ca. 1000–1500 mm/Jahr) fällt hauptsächlich in den Monsunmonaten Mai bis Oktober.

## Bevölkerung
Die Bevölkerung des Ortes besteht nahezu ausschließlich aus Hindus. Der männliche und der weibliche Bevölkerungsanteil sind in etwa gleich hoch.

## Wirtschaft
Traditionell spielt die Landwirtschaft die größte Rolle im wirtschaftlichen Leben; angebaut werden Getreide, Linsen und Gemüse aller Art. In den letzten Jahrzehnten des 20. Jahrhunderts sind Einnahmen aus dem Tourismus hinzugekommen.

## Geschichte
Um die Mitte des 13. Jahrhunderts beschloss Somanatha oder Soma, ein General des Hoysala-Herrschers Narasimha III. nahe beim Fluss Kaveri einen dem Gott Krishna (oder Keshava) geweihten Tempel zu errichten. Ob der Ort schon früher existierte oder sich erst danach entwickelte, ist unklar. Bei islamischen Übergriffen durch Malik Kafur (1311) und durch Muhammad bin Tughluq (1326) wurde der Tempel in Teilen zerstört, jedoch in der Vijayanagar-Zeit restauriert.

## Sehenswürdigkeiten

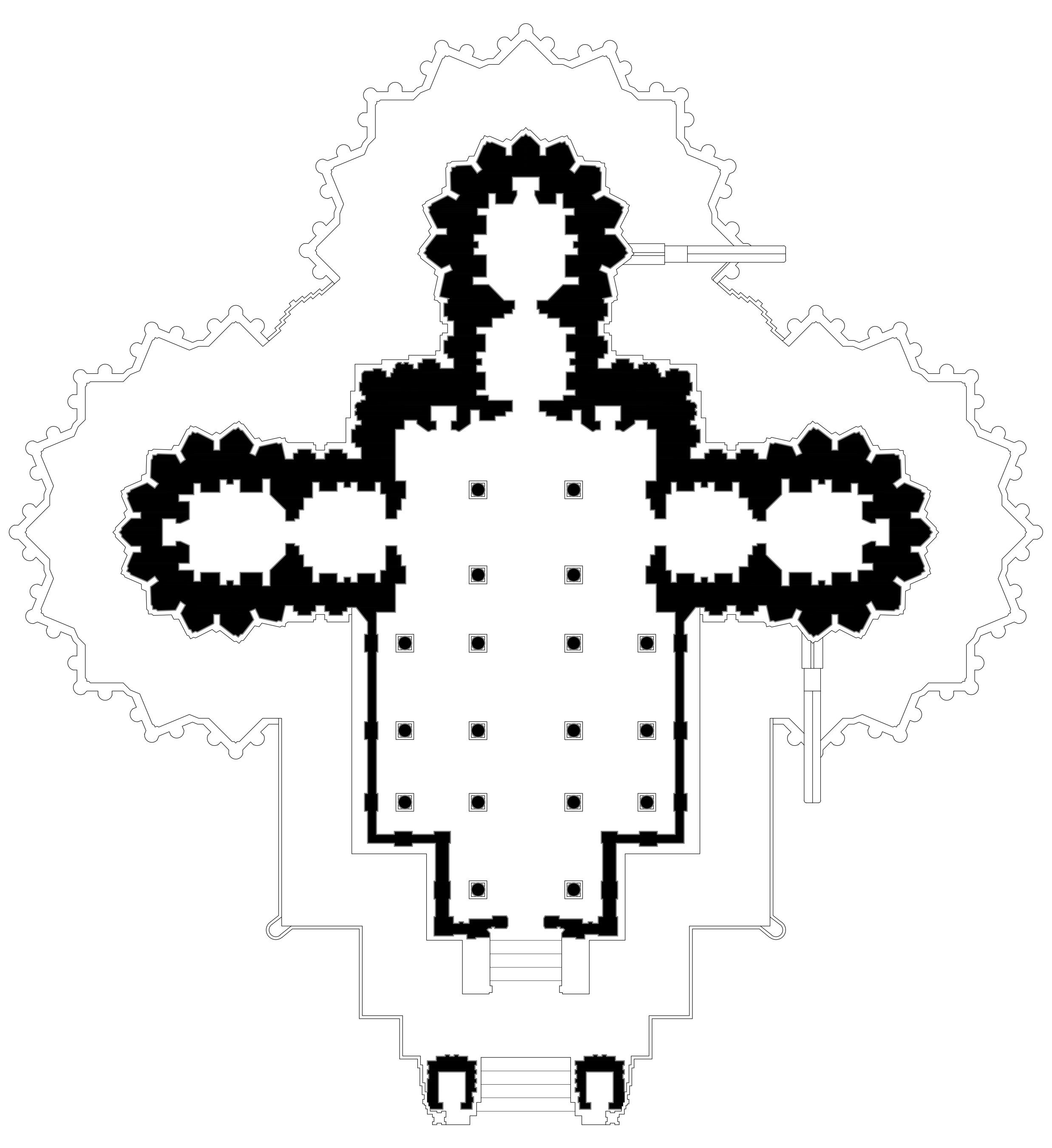
Grundriss des Tempels

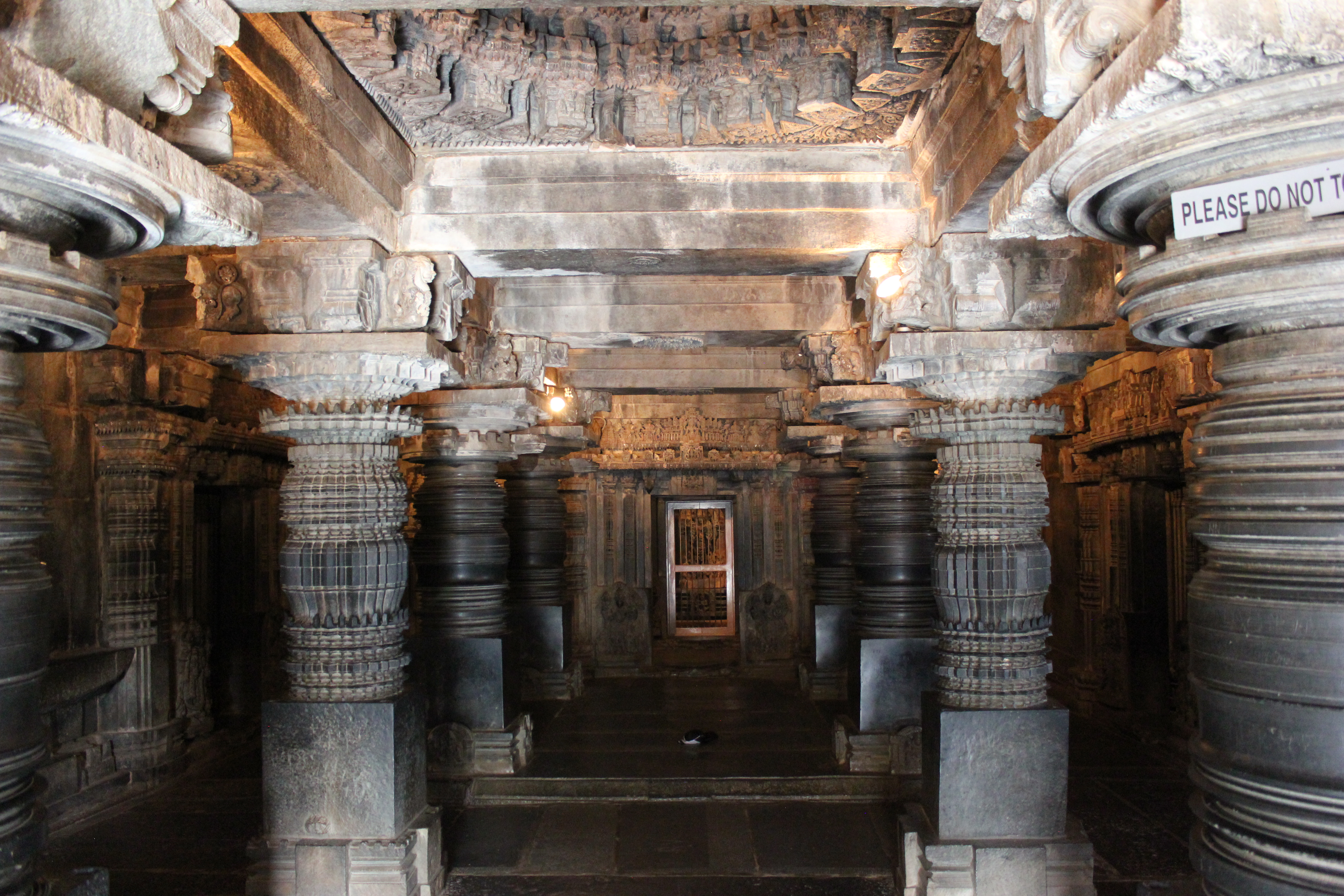
Vorhalle (mandapa)

Einzige Sehenswürdigkeit des Ortes ist der Chennakeshava-Tempel (oft auch nur Keshava-Tempel genannt), der neben den Tempeln von Belur, Halebid und Belavadi zu den künstlerischen Meisterwerken der Hoysala-Architektur gezählt wird. Der innerhalb eines mauerumgürteten Gevierts auf einer – an den Grundriss des eigentlichen Tempels angepassten – Umgangsplattform (jagati) stehende Tempel hat einen kleeblattförmigen Grundriss (trikuta) mit drei von gestuften Türmen (vimanas) überhöhten Cellae (garbhagrihas). Dazwischen befindet sich eine von zahlreichen Gitterfenstern (jalis) belichtete Vorhalle (mandapa), deren aus Kragkuppeln mit hängenden Schlusssteinen gebildete Decke von zahlreichen gedrechselten und beschnitzten Specksteinsäulen getragen wird. Die Außenwände des Tempels sind reich gegliedert und mit zahlreichen Götter- und Begleitfiguren (meist Musikantinnen und Tänzerinnen) ausgestattet, die zu den schönsten Bildhauerarbeiten indischer Kunst gezählt werden müssen. Die Wände im Innern des Tempels sind dagegen eher schmucklos; hervorzuheben sind allerdings die Kragkuppeln der Deckenfelder und die Portale zu den drei Cellae mit ihren Wächterfiguren (dvarapalas).

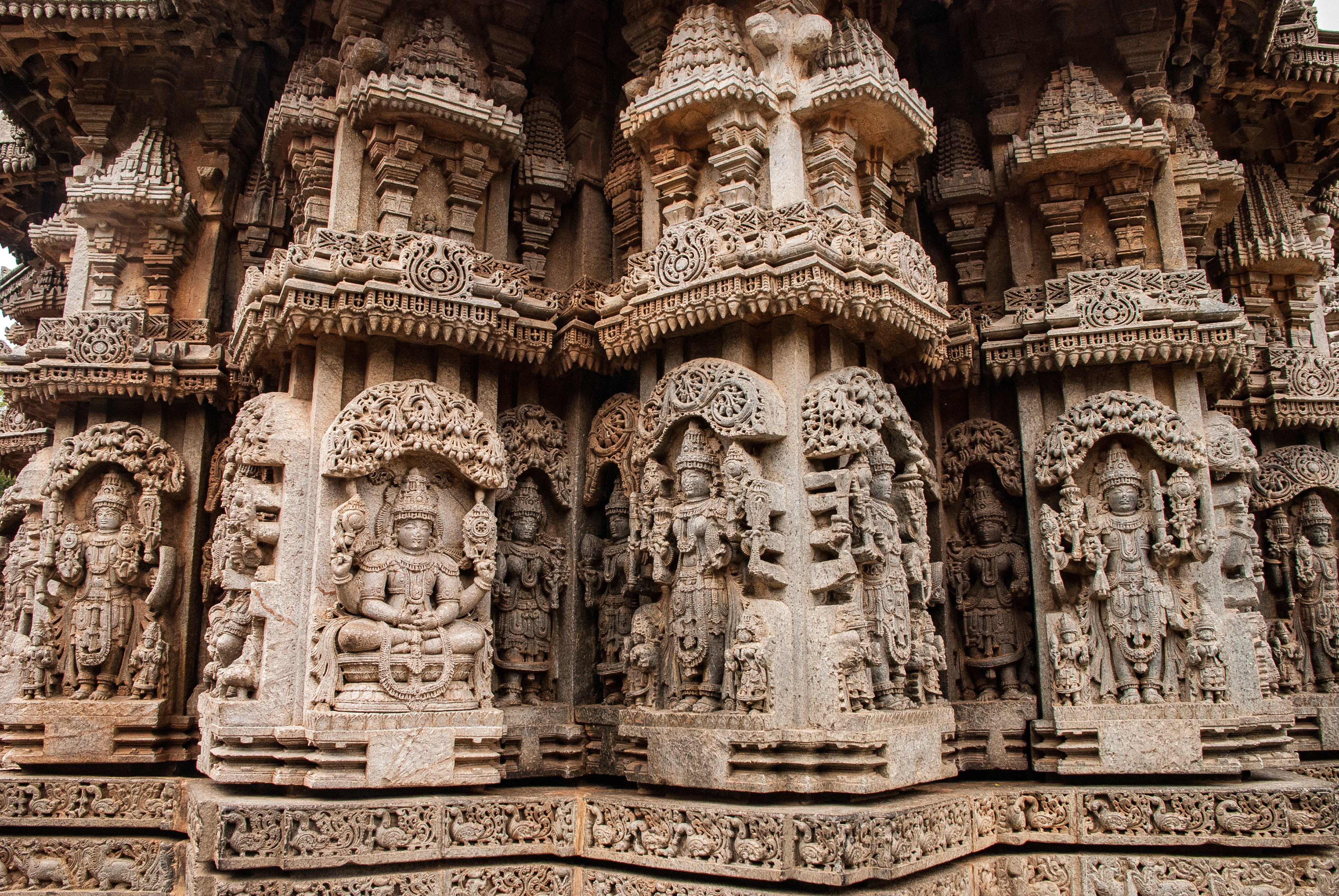
Wandgliederung und Figurenschmuck
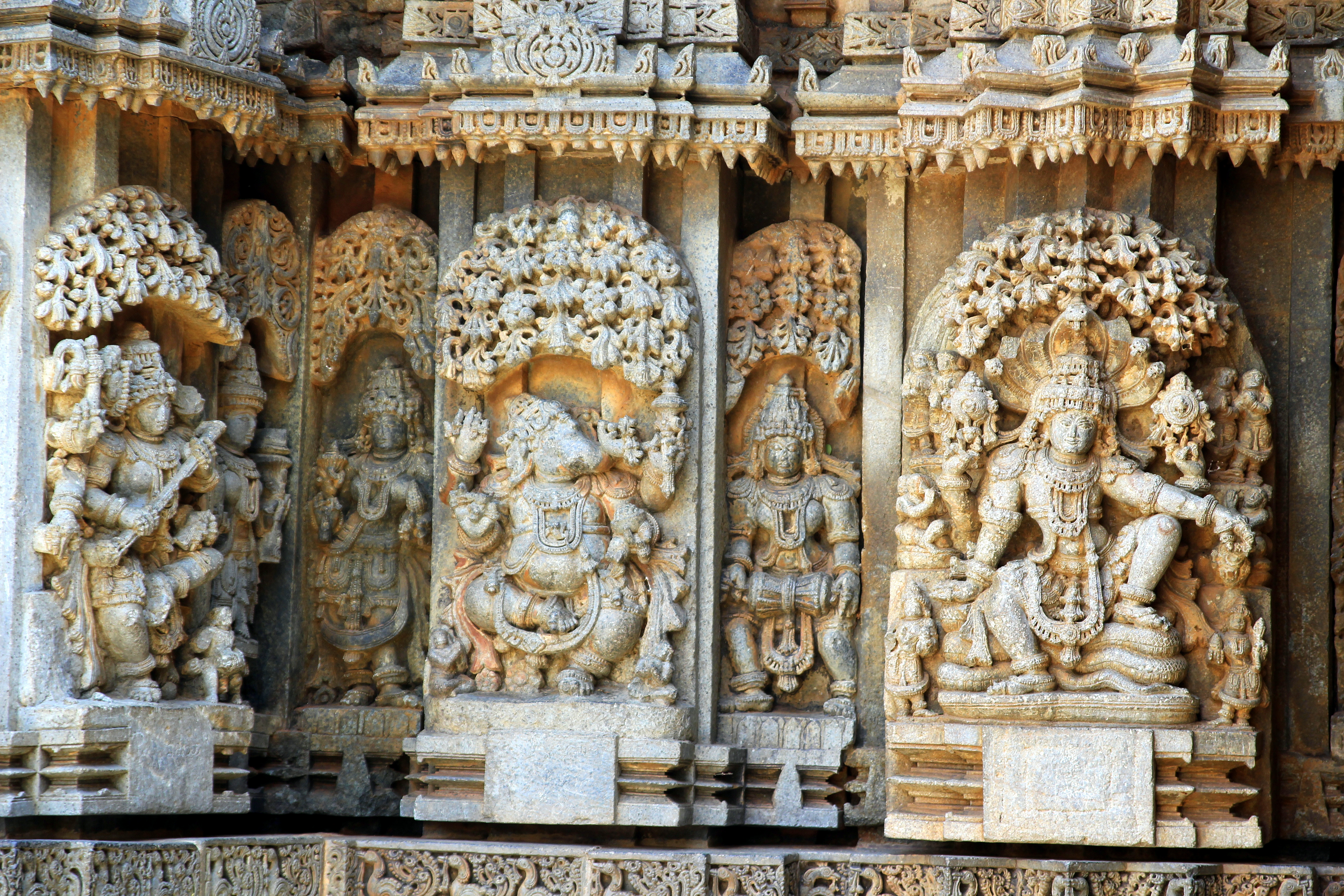
Tanzender Ganesha und Vishnu auf der Weltenschlange Ananta/Shesha sitzend
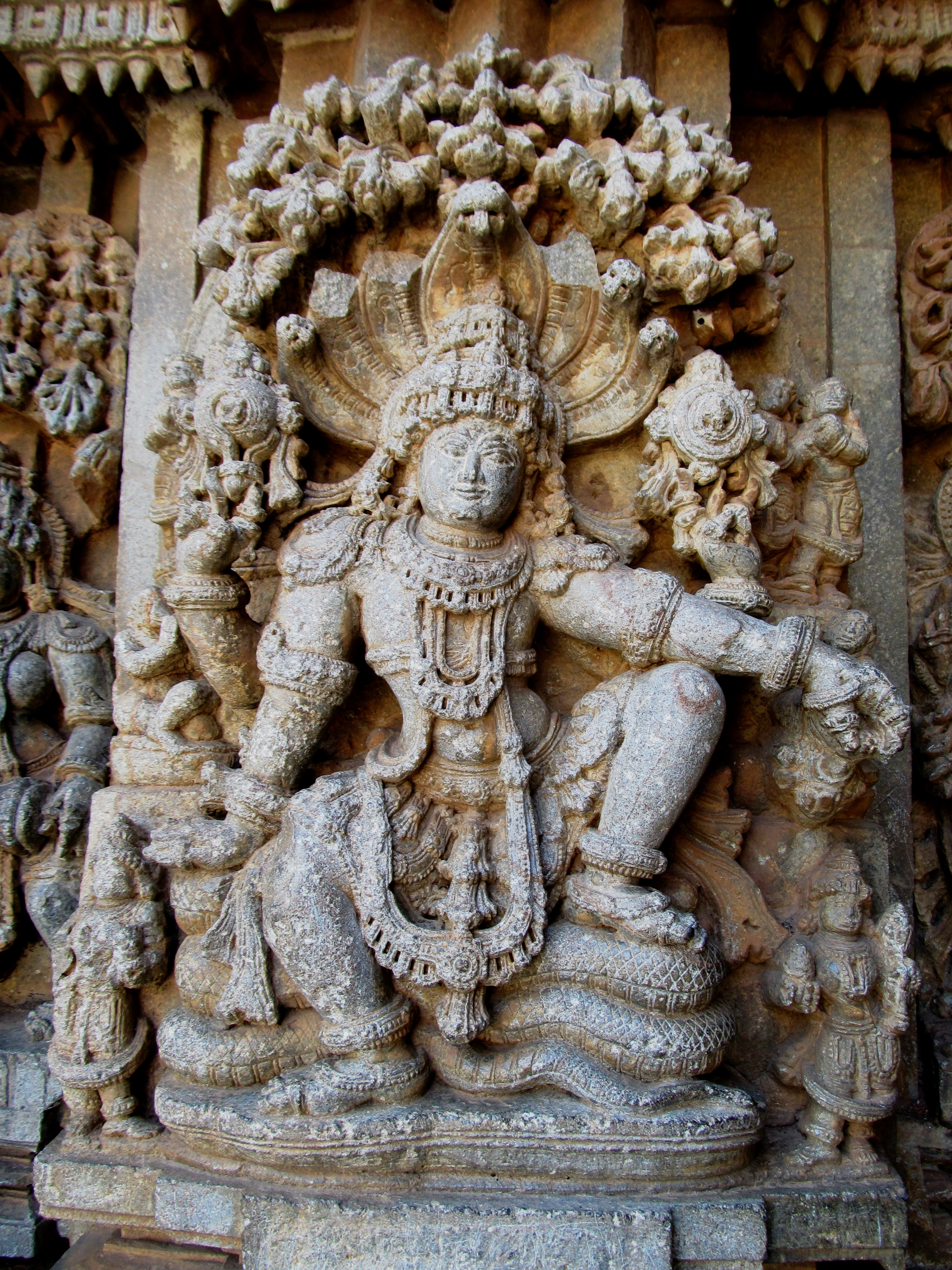
Vishnu auf der Weltenschlange
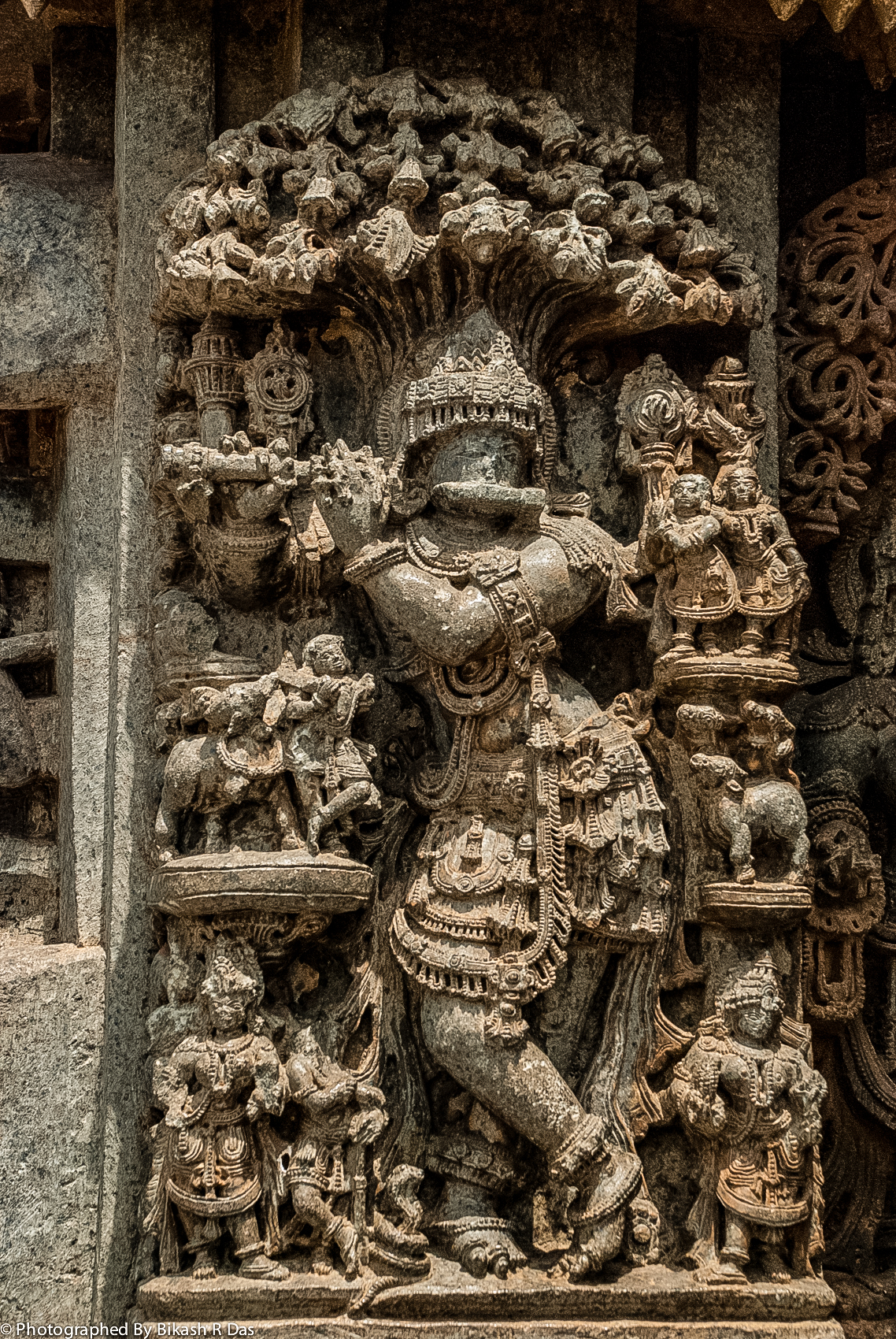
Flöte spielender Krishna (venugopala)
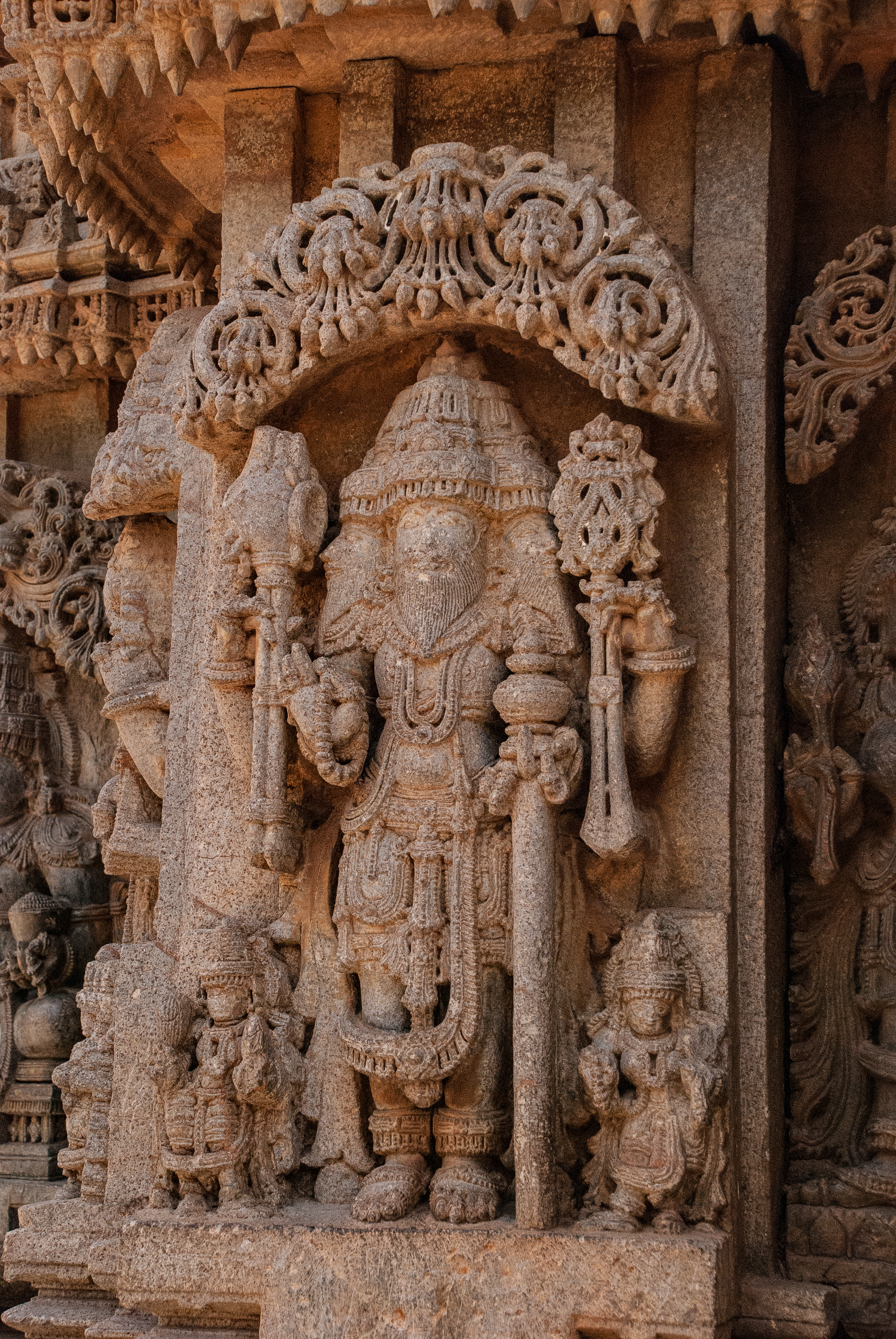
Brahma
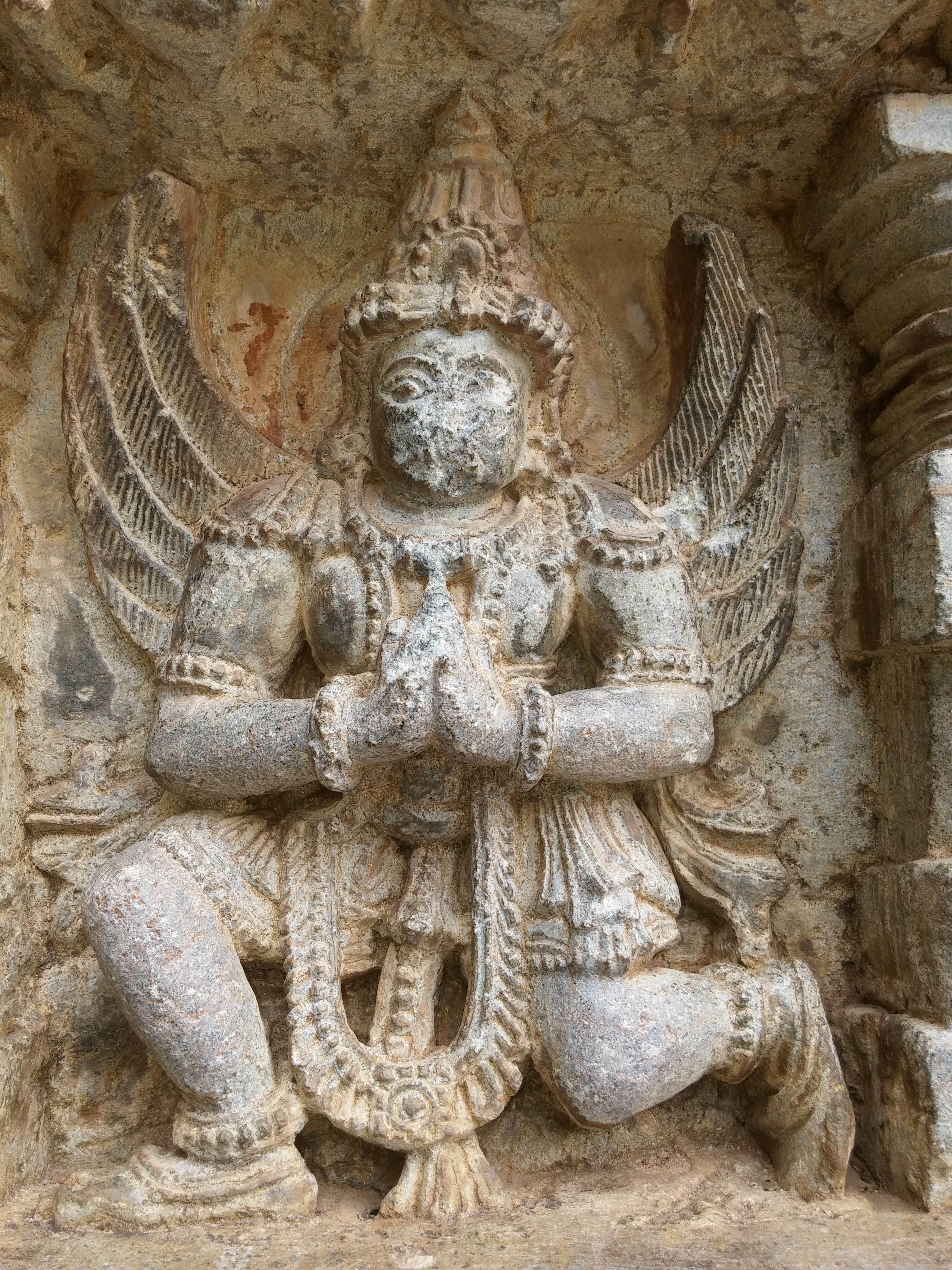
Garuda
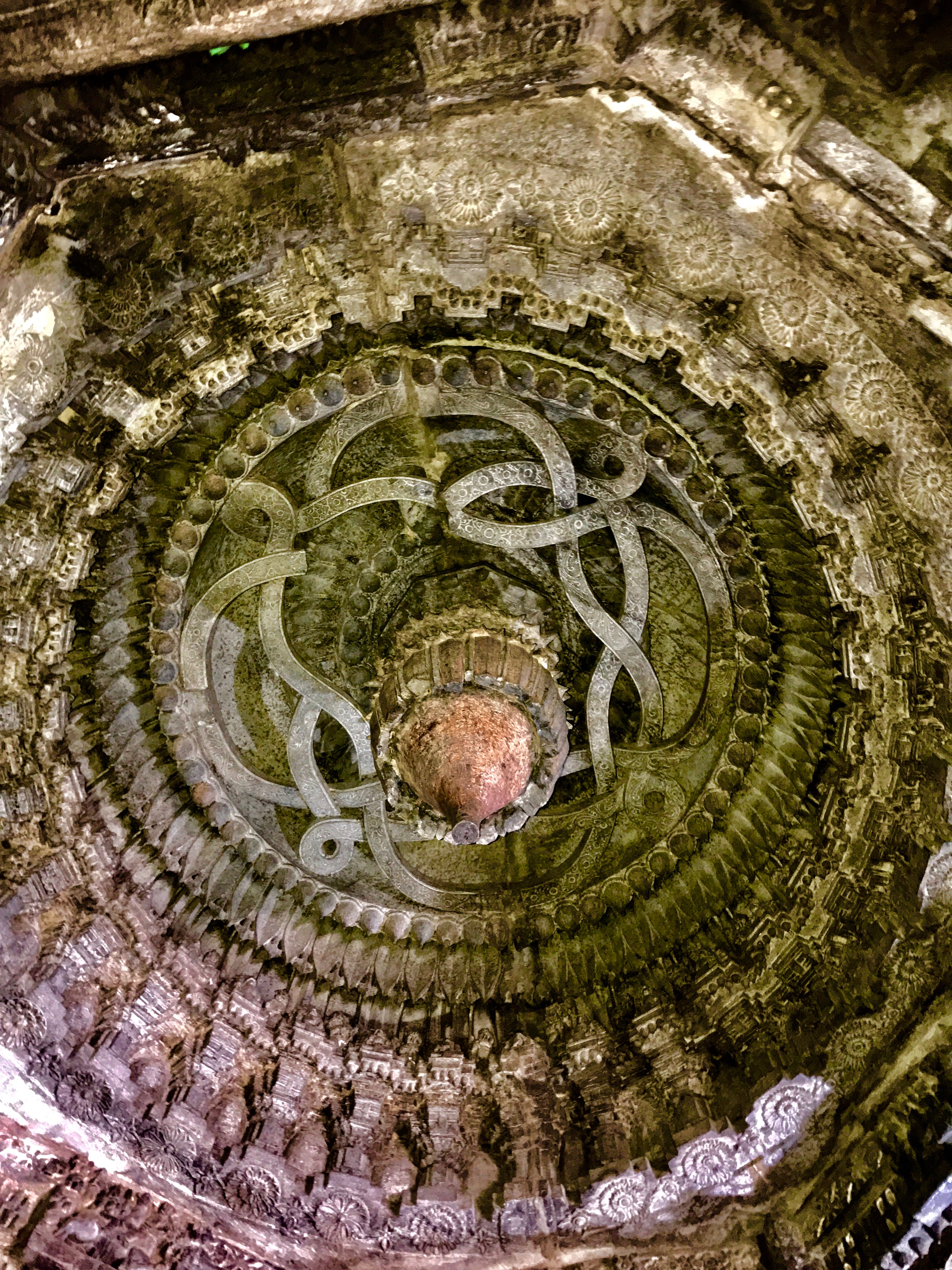
Kragkuppel mit Schleifenband und Abhängling
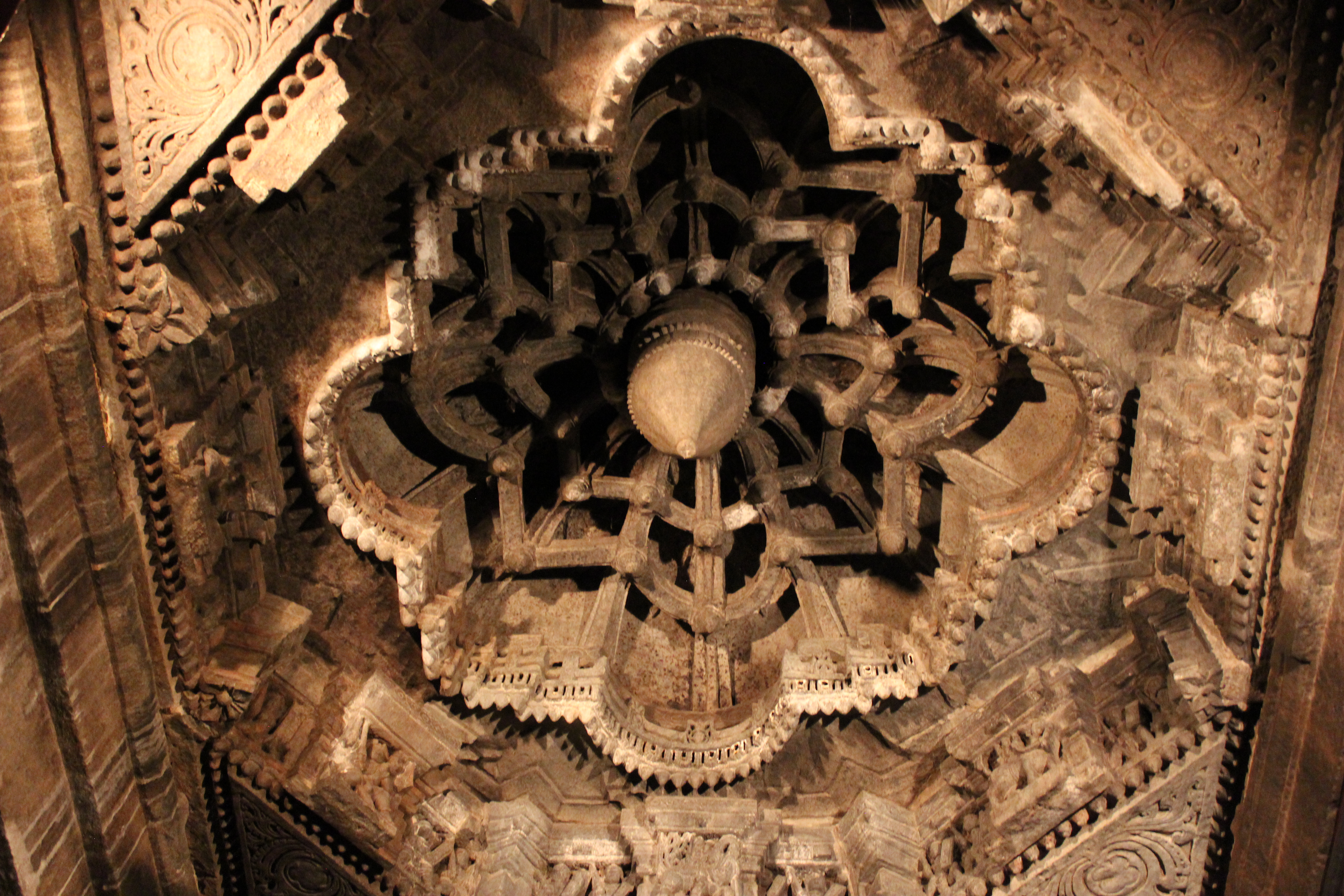
Kragkuppel
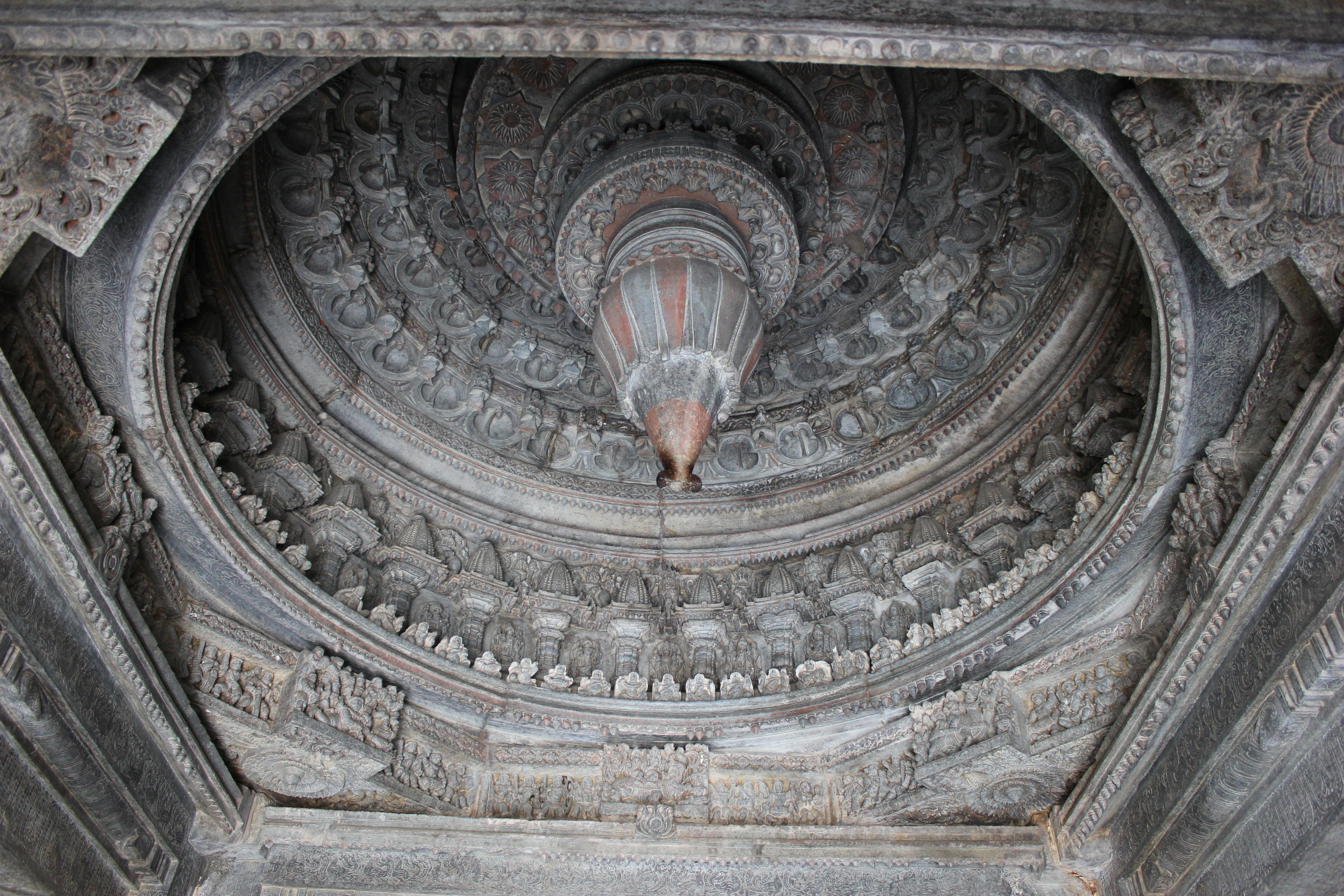
rtagkuppel mit Abhängling
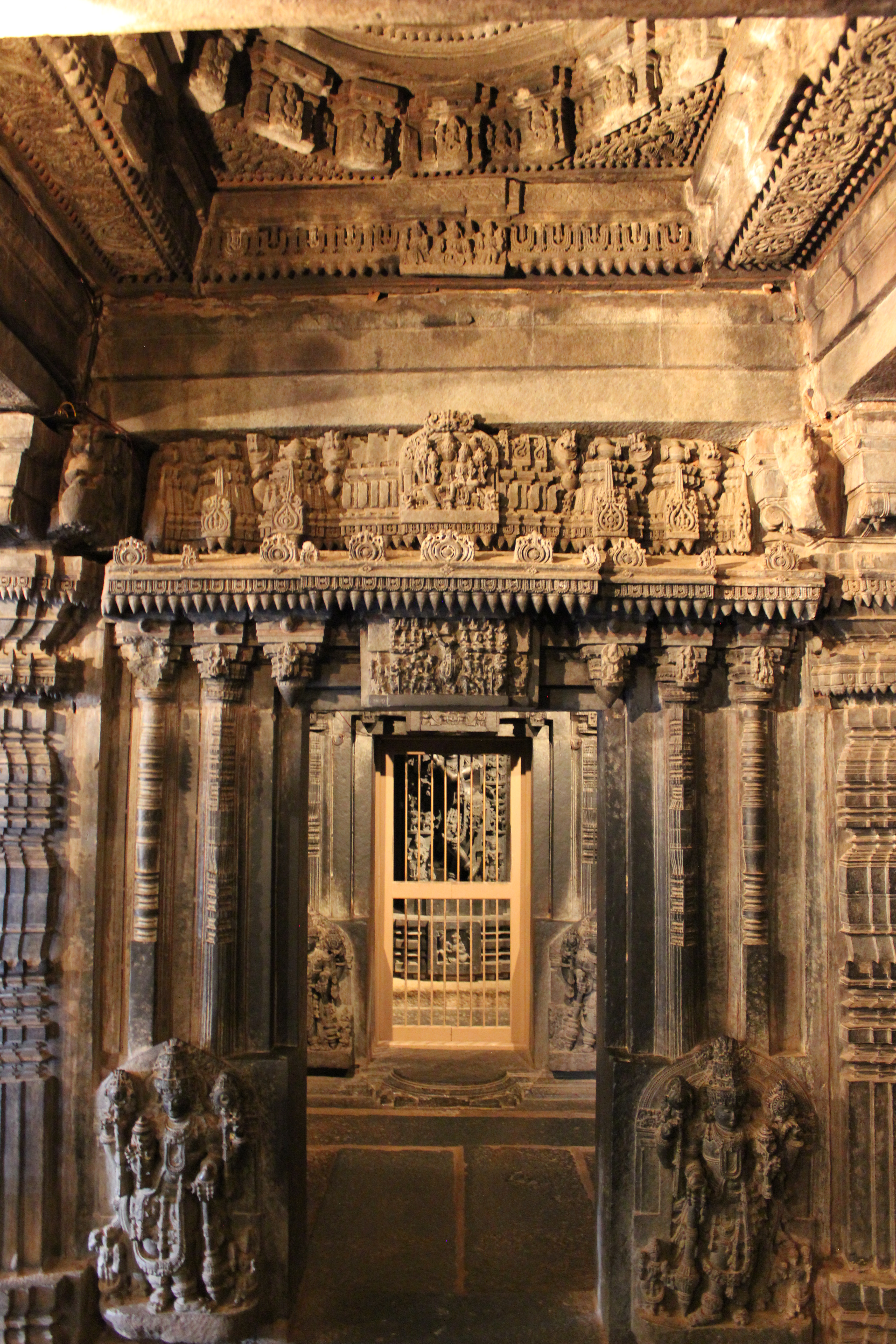
Portal zur Cella